# Brachythecium nivale
Brachythecium nivale är en bladmossart som beskrevs av Warnstorf 1915. Brachythecium nivale ingår i släktet gräsmossor, och familjen Brachytheciaceae. Inga underarter finns listade i Catalogue of Life.